# Comin' Thru
Albums de Quicksilver Messenger Service
Quicksilver
(1971) Solid Silver
(1975)
Comin' Thru est le septième album du groupe de rock psychédélique Quicksilver Messenger Service, sorti en 1972.

## Titres
1. Doin' Time in the U.S.A. (Duncan) – 4:20
2. Chicken (trad., arr. Valenti) – 3:58
3. Changes (Valenti) – 4:01
4. California State Correctional Facility Blues (Duncan, Elmore, Steaks, Valenti) – 6:27
5. Forty Days (Duncan, Elmore, Valenti) – 5:51
6. Mojo (Valenti) – 5:38
7. Don't Lose It (Duncan, Valenti) – 6:08

## Musiciens

### Quicksilver Messenger Service
- Gary Duncan : chant, guitare
- Greg Elmore : batterie
- Mark Ryan : basse
- Chuck Steaks : orgue
- Dino Valenti : chant, guitare, percussions

### Musiciens supplémentaires
- Ken Balzell, Dalton Smith, Bud Brisbois : trompette
- Pat O'Hara, Charles C. Loper : trombone
- Sonny Lewis, Donald Menza : saxophone